# (17759) Hatta
(17759) Hatta (1998 DA24) – planetoida z pasa głównego asteroid okrążająca Słońce w ciągu 4,23 lat w średniej odległości 2,61 j.a. Odkryta 17 lutego 1998 roku.